# Kristina Sabaliauskaitė
Kristina Sabaliauskaitė (ur. 1974) – litewska pisarka i historyczka sztuki.

## Życiorys
Uzyskała stopień doktora z historii i studiów nad barokiem. Pracowała jako korespondentka zagraniczna przez blisko 10 lat w Londynie.
W 2017 autorka została nagrodzona medalem orderu „Za zasługi dla Litwy”. W 2023 Rada Miasta Wilna przyznała jej tytuł Honorowego Obywatela Wilna. W 2024 została odznaczona Złotym Krzyżem Zasługi.

## Twórczość
W 2008 zadebiutowała powieścią historyczną Silva rerum (wydawnictwo „Baltos lankos”), opisującą życie w rodzinie szlacheckiej w latach 1659–1667, w okresie potopu szwedzkiego. Książka stała się bestsellerem i została ogłoszona „wydarzeniem literackim” na Litwie, uznanym przez krytyków i historyków, chwaloną za urzekającą opowieść i wielką dbałość o historyczny szczegół. W tym samym roku autorka otrzymała nagrodę literacką im. Jurgi Ivanauskaitė.
W 2009 powieść Silva rerum została książką roku na Litwie. W 2011 powstała Silva rerum II (wyd. „Baltos lankos”), sequel o wielkiej zarazie podczas wojny północnej w latach 1707–1710. Również została książką roku na Litwie. W 2012 wydawnictwo „Baltos lankos” opublikowało wybór opowiadań Danielius Dalba & kitos istorijos.
W 2014 ukazała się książka Silva rerum III, kolejna część powieści, uznana za bestseller, opisująca początki legendy o Ger Tzedeku, konwertycie z chrześcijaństwa na judaizm w Wilnie. W 2015 Silva rerum w przekładzie Izabeli Korybut-Daszkiewicz wydana została w Polsce i otrzymała entuzjastyczne recenzje, a krytycy nazywali ją „prawdziwą literacką sensacją z Litwy”, „monumentalnym tekstem; literaturą najwyższej próby; uniwersalną opowieścią o człowieczeństwie”. W 2016 polska edycja Silva rerum, sagi szlacheckiego rodu Narwojszów, których losy rozgrywają się na tle barokowego Wilna (Wydawnictwa „Znak”) - została nominowana do finału Nagrody Literackiej Europy Środkowej „Angelus”.
W 2016 ostatnia część tetralogii Silva rerum IV opisująca oświecenie i okres rozbiorów Rzeczypospolitej Obojga Narodów została opublikowana na Litwie i również stała się bestsellerem. 